# Palazzo Pepoli Vecchio
Het Palazzo Pepoli Vecchio is een middeleeuws paleis in de Italiaanse stad Bologna. De familie Pepoli, tijdens de middeleeuwen een van de belangrijkste families van de stad, was tot 1910 eigenaar van het paleis.
Het Museo della Storia di Bologna (Museum van de geschiedenis van Bologna) is gevestigd in het paleis. Dit museum toont de geschiedenis, de cultuur en de gebouwen van de stad. Het museum telt 35 zalen waarin vele facetten van het leven in Bologna worden belicht. Er zijn een aantal voorwerpen te zien die teruggaan tot de tijd van de Etrusken, toen de stad nog Felsina werd genoemd.
Tijdens een bezoek aan de stad van Wolfgang Amadeus Mozart op 9 oktober 1770 legde hij hier examen af om toegelaten te worden tot de Accademia Filarmonica als magister compositor. Het resultaat was pover, maar door de tussenkomst van Padre Martini, die de antifoon "Quaerite primum Regnum Dei" verbeterde voor Mozart ze indiende, slaagde hij toch. De kopie met het verbeterde werk, ondertekend door Mozart, wordt in het museum bewaard. Ook een Weense fortepiano (uit 1810) van de fabrikant Walter waarop Mozart graag speelde is er te zien.

## Galerij

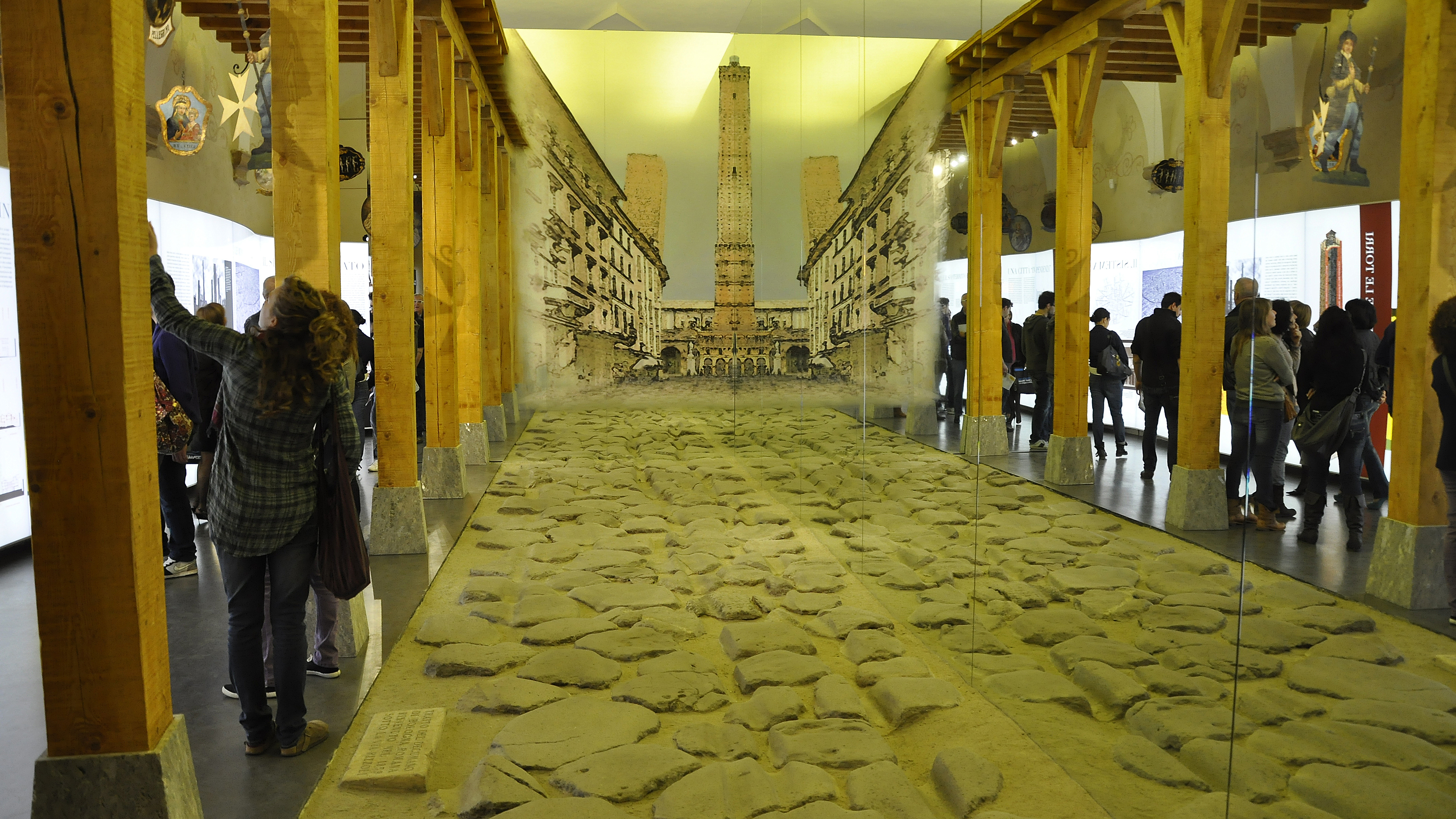
Interieur
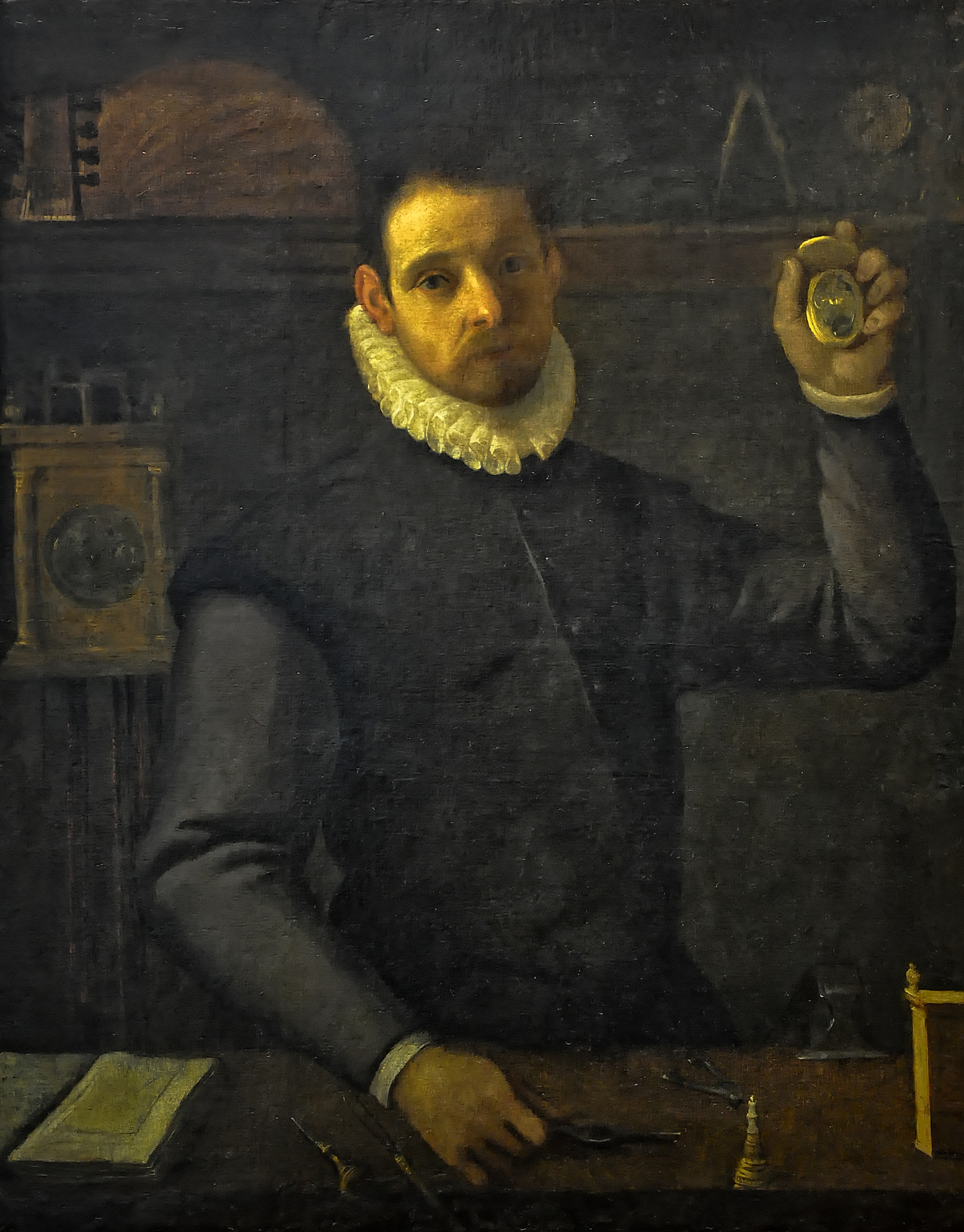
Zelfportret met uurwerk door Agostino Carracci